# Saumlaki
Saumlaki est une ville d'Indonésie dans le sud de l'archipel des Moluques. C'est le chef-lieu du kabupaten des Moluques du Sud-Est occidentales dans la province des Moluques. La ville se trouve sur l'île de Yamdena, une des îles Tanimbar.
Le kabupaten a été créé en 1999 par séparation de celui des Moluques du Sud-Est.